# Transatel
 (décembre 2014).
 (février 2016).
Transatel est une entreprise de télécommunications dont le siège social est situé à Paris, La Défense. Cette société à capitaux privés est dirigée par ses fondateurs, Jacques Bonifay (PDG) et Bertrand Salomon (DG-adjoint).

## Historique
Créée en 2000, Transatel propose des prestations mobiles aux opérateurs (activités MVNE/A) et aux utilisateurs (activités MVNO). L’entreprise opère mondialement grâce à une infrastructure technique hébergée en France.

## Informations économiques
L'entreprise réalise près de 62 % de son chiffres d'affaires à l'étranger.

## Présentation générale
Transatel opère sur trois principaux segments de marché :
- La téléphonie mobile, depuis 2000, en tant que MVNO[9] (Opérateur de Réseau Mobile Virtuel), MVNE (Facilitateur de Réseau Mobile Virtuel) et MVNA (Agrégateur de Réseau Mobile Virtuel)
- La connectivité M2M (machine to machine)[10], depuis 2011
- L’IoT (Internet des objets), depuis 2014[11], avec un accent sur la connectivité cellulaire embarquée pour l’électronique grand public

## Prestations
Transatel vend des prestations de téléphonie mobile aux opérateurs en tant que MVNE/A ou en tant que facilitateur M2M, ainsi que des prestations aux utilisateurs à travers ses propres opérateurs de réseau mobile virtuel (MVNO).

### Fournisseur de services mobiles aux opérateurs
Transatel exerce son activité de fournisseur de prestations de téléphonie mobile aux opérateurs selon deux « business models » en fonction des besoins du client : le modèle MVNE classique et le modèle MVNA (agrégateur) pour les entreprises qui souhaitent développer et commercialiser une offre de téléphonie mobile sous leur propre marque, que ce soit en prépayé ou en post payé.

#### MVNE
En Europe, Transatel permet l’accès aux réseaux des opérateurs de téléphonie mobile suivants pour les appels, les SMS et les données :
- Orange France, France
- EE (anciennement Orange UK) – Royaume Uni[12]
- Salt (anciennement Orange Suisse) – Suisse[13]
- Orange Belgique
- Tango – Luxembourg

#### MVNA
En tant que MVNA (agrégateur), Transatel achète en masse du trafic à l’un de ses opérateurs de téléphonie mobile partenaire, l’enrichit de sa plateforme de services puis le revend à de multiples opérateurs de réseau mobile virtuel (MVNO) au prix de gros.[réf. nécessaire]

#### Internet des objets
En 2014, Transatel a lancé, via le concept « SIM 901 », la connectivité embarquée universelle pour l'électronique grand public.[réf. souhaitée]
Un lancement commercial de terminaux équipés de Windows 10 est prévu au 1er trimestre 2016 pour cibler avant tout les PME et les particuliers.

### Fournisseur de services mobiles aux particuliers
En parallèle de ses activités BtoB, Transatel fournit aux particuliers des prestations de téléphonie mobile et de connectivité globale à travers trois services mobiles : Transatel Mobile, LeFrenchMobile et Transatel DataSIM.
Transatel crée LeFrenchMobile en 2010, service visant les voyageurs extérieurs à l’Union européenne et qui souhaitent s’y rendre. 
En avril 2015, Transatel crée Transatel DataSIM, un service qui permet aux utilisateurs de se connecter aux réseaux 3G/4G dans 43 pays à des conditions locales.